# 女神异闻录Persona
《女神异闻录Persona》是由Atlus制作和发行的角色扮演类游戏，副標題為「Be Your True Mind」，是《女神轉生系列》的分支《女神異聞錄系列》旗下首作。本作的首發為1996年9月20日在日本發行的PlayStation版。
本作是角色扮演类游戏，玩家在游戏中控制一些高中学生。游戏中使用了混合的视角方式。学生家乡的视角使用了头顶模式。诸如外部区域和故事位置的标准模式使用了第三人物角度模式。1996年當時，PlayStation上流行《鐵拳2》及《生化危機》等遊戲，而優質的角色扮演遊戲非常少，所以發表《女神轉生系列》的新作《女神異聞錄 Persona》時很受注目，雖然最初說所有年齡層的玩家都能享受遊戲，但系列的難易度、戰鬥時動畫的長度及系統複雜度，可說是不適合初學者的遊戲。但是「PERSONA育成」深奧的合體法則，個性豐富而有親近感的人物設定，及人的心理為主題及深厚的故事而深受歡迎，總共售出50萬套遊戲。其後於2006年12月1日開始發售《女神異聞錄 Persona 異空之塔篇》。
《Fami通》對於本作評價為80/100，对于本作的背景設定和遊戲系統给予正面评价。

## 登場人物
主條目：女神異聞錄Persona與女神異聞錄2系列角色列表

### 主要人物
主角（配音：石塚堅/ 石田彰/ 谷山紀章）
遊戲：沒有預設名稱 / 漫畫版：藤堂尚也 / 小説版：朱雀院慈平 / 廣播劇CD：鳴海優也
- Persona：青面金剛→阿蒙．拉 / 秘儀：皇帝

綽號「藤堂君（漫畫版）」、「（小説版）」，聖白貂學園2年4班學生。
園村麻希（配音：水沢潤）
- Persona：媽祖→薇兒丹蒂 / 秘儀：女教皇

綽號「麻希」，主角的同班同學。因體弱多病學期大部分時間在御影町綜合病院療養。
在校時的課余愛好是繪畫，和同屬繪畫部的稻葉正男（マーク）關系甚好，但真正喜歡的人是足球部的健將內藤陽介。
入院後班級內常去探望她的除了マーク就只有同樣愛好幻想的女生姬野由子。因為大部分時間在病床上發呆，因而幻想也成為了生活的一部分。由子給她帶去的空想小說《樂園之門》成為了麻希的現實與空想開始混淆的導火線。
南條圭（配音：山野井仁）
- Persona：愛染明王→山岡 / 秘儀：教皇→審判

主角的同學，綽號「南條君」，大型聯合企業南條會社的公子，典型的精英人士，頭腦聰明才能出眾，但也因為自負高傲外加愛說教人而被同學敬而遠之。
脖子上醒目的「1」字圍巾，是南條家的老管家山岡從幼兒園開始就給他佩戴的個性標志，代表了希望他將來成為日本第一男兒的願望，南條本人也以此為目標努力。
稻葉正男（配音：石塚堅）
- Persona：→須佐之男 / 秘儀：戰車

2年4班學生，綽號，性格熱血直爽的男孩，雖然長相平凡但因為仗義的性格和直爽的言行在班級裡有不小人氣。
興趣愛好是街頭塗鴉（背包裡裝著的是顏料噴管），也是學園裡美術部和舞蹈部的成員。
黛雪野（配音：半場友恵）
- Persona：維斯塔→難近母 / 秘儀：女皇

學校有名的大姐頭，綽號。
家庭貧寒，母親在酒吧做陪酒女郎。
曾經有一段時間是不良少女頭目，在冴子老師幫助下回到了正途，因而一直懷有感恩之情，在雪之女王篇裡為了救回被冰封的老師而奔走。
桐島英理子（配音：半場友恵）
- Persona：尼克→米迦勒 / 秘儀：審判

主角的同學，綽號，有1/4白人血統的混血女生，小時候在海外長大因而說話習慣夾帶英語。
出身上流家庭的千金小姐，父親是國際航班飛行員，在班級裡對任何人都報以微笑的處世方式博得了廣泛的人氣但也私下遭到非議。不為人知的私下愛好是超常現像研究，因而全部人裡只有她為超能力的覺醒而狂喜。
上杉秀彥（配音：吉川虎範）
- Persona：尼曼→ 提爾 / 秘儀：正義

主角的同學，綽號，有很強的表演欲，喜歡嘩眾取寵和說冷笑話，因而在學園內相當為人注目。但其實這種希望被他人注視的表演欲源自自卑感。也因此從內心裡羨慕能夠自然而然得到同學人氣的稻葉，因而時常以哥們身份與稻葉混在一起，但稻葉並沒有將他看做哥們，加上在一旁說教的南條，被女生稱為傻瓜三人組。
綾瀨優香（配音：倉田雅世）
- Persona：→弗雷 / 秘儀：魔術師

有「照相帖紙機女王」的稱號，綽號，死語（已經過氣的流行語）連發的元氣明快的女生，典型的1996年流行的コギャル，是相當反映作品時代風貌的設計。
追求新潮與流行，無拘無束地生活。雖然這種天真有時候表現為任性但也暗地裡為人羨慕。
城戸玲司（配音：山野井仁）
- Persona：→ / 秘儀：惡魔→死神

主角的同學，綽號，半年前轉入的學生，性情孤僻待人冷淡因此在班上沒有什麼朋友，在校外據說是不良番長但都是獨來獨往。
實際是神取鷹久的同父異母的弟弟。作為神取家的私生子，從出生起就不被允許公開亮相，和母親二人被父親送到御影町過著隱姓埋名的生活。生活在神取的陰影裡，並把向神取一族復仇作為自己的動力。

## 設定及用語
Persona（Persona）
Persona 大人

SEBEC

## PSP版
於2009年4月29日發售。

## 手機版
《女神異聞錄Persona 異空之塔篇》

## 出版書籍

### 漫畫版
作者上田信舟於月刊GFantasy1996年11月號開始連載，2000年3月號完結，全8集。2009年6月25日由一迅社推出新裝版。
- GFantasy Comic
  1. ISBN 4-87025-582-0
  2. ISBN 4-87025-593-6
  3. ISBN 4-87025-286-4
  4. ISBN 4-87025-378-X
  5. ISBN 4-87025-489-1
  6. ISBN 4-7575-0095-5
  7. ISBN 4-7575-0218-4
  8. ISBN 4-7575-0288-5
- Comic ZERO-SUM
  1. ISBN 978-4-7580-5422-5
  2. ISBN 978-4-7580-5428-7
  3. ISBN 978-4-7580-5439-3
  4. ISBN 978-4-7580-5446-1
  5. ISBN 978-4-7580-5455-3
  6. ISBN 978-4-7580-5465-2
  7. ISBN 978-4-7580-5474-4
  8. ISBN 978-4-7580-5481-2

### 小説版
作者:是方那穂子
1997年4月發行初版 ISBN 4-893667-11-4

作者:南原順
1997年5月發行初版 ISBN 4-893891-46-4

作者:甲斐透
2001年4月發行初版 ISBN 4-921066-86-8

作者:藤原健市
2009年6月發行初版 ISBN 4-757749-71-6

## 外部連結
- （日語）《女神異聞錄 Persona》介紹網頁